# I sdegni per amore
I sdegni per amore és una òpera en un acte composta per Domenico Cimarosa sobre un llibret italià de Giuseppe Milliotti. S'estrenà al Teatro Nuovo de Nàpols el gener de 1776.